# Apocephalus platypalpis
Apocephalus platypalpis är en tvåvingeart som beskrevs av Borgmeier 1925. Apocephalus platypalpis ingår i släktet Apocephalus och familjen puckelflugor. Inga underarter finns listade i Catalogue of Life.